# Bandera de Santa Maria d'Oló
La bandera oficial de Santa Maria d'Oló té la següent descripció:
Bandera apaïsada, de proporcions dos d'alt per tres d'ample, blanca, amb la rosa de l'escut al centre, amb una altura de 7/9 parts de l'ample del drap, de color vermell, botonada de groc, barbada, tijada i de fulles verdes.
Va ser aprovada el 6 de maig del 1992 i publicada al DOGC el 18 del mateix mes amb el número 1595.